# 維爾凱特赫基山
47°20′18″N 9°10′30″E / 47.33833°N 9.17500°E

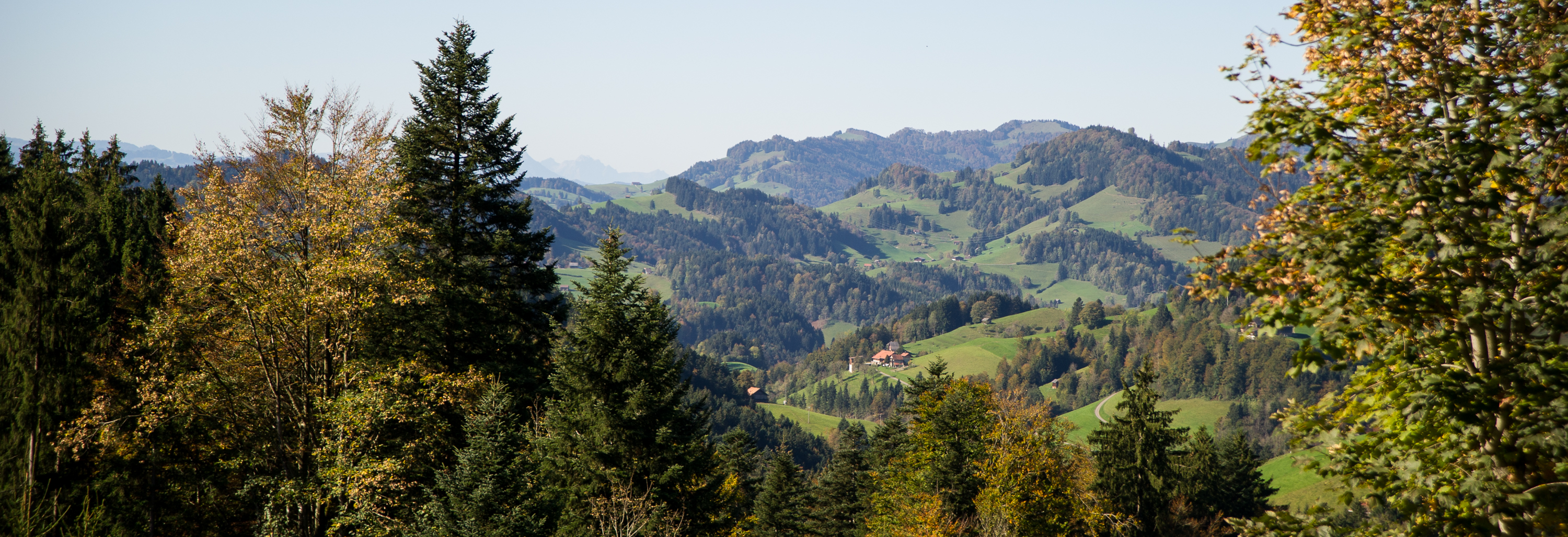
維爾凱特赫基山樹林

維爾凱特赫基山（Wilkethöchi），是瑞士的山峰，位於該國東北部，由聖加侖州負責管轄，屬於阿彭策爾阿爾卑斯山脈的一部分，海拔高度1,172米，每年平均降雨量1,954毫米。